# Réserve naturelle régionale de la ferme de Choisy
La réserve naturelle régionale de la ferme de Choisy (RNR261) est une réserve naturelle régionale située en Pays de la Loire. Classée en 2012, elle occupe une surface de 80 hectares et protège des prairies humides dans le marais poitevin.

## Localisation

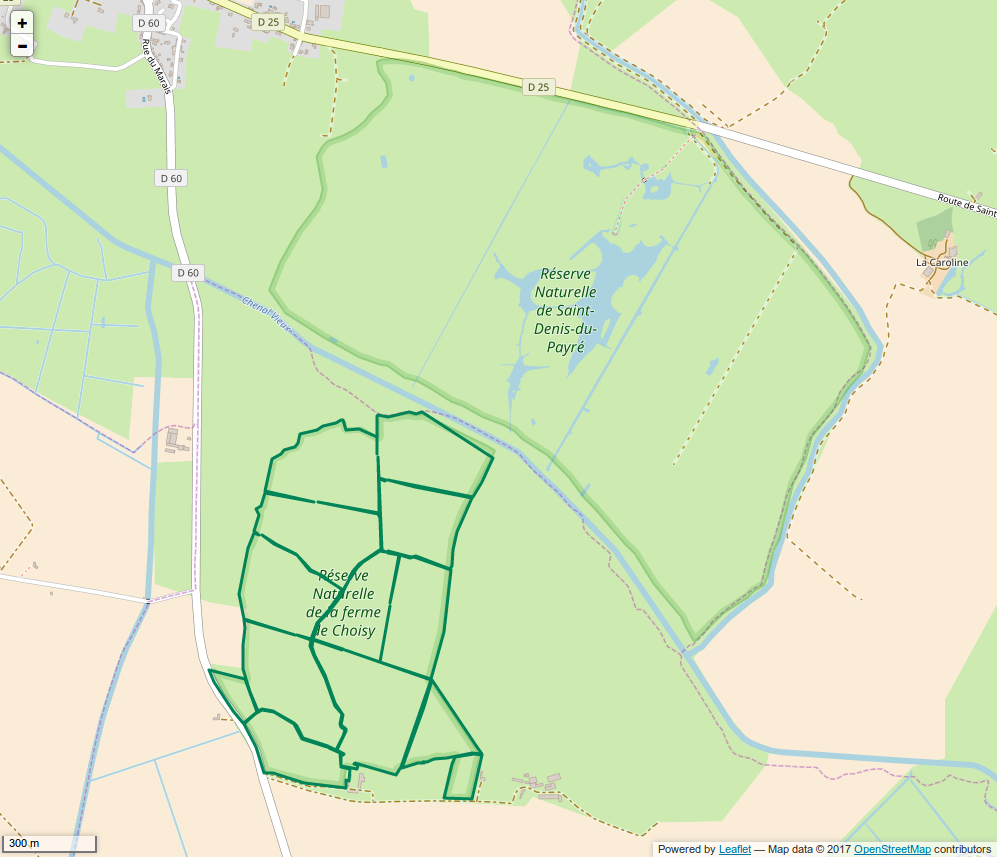
Périmètre de la réserve naturelle.

Le territoire de la réserve naturelle est dans le département de la Vendée, sur la commune de Saint-Michel-en-l'Herm et dans le marais poitevin. Il est très proche de la RNN du marais communal de Saint-Denis-du-Payré.

## Histoire du site et de la réserve
Le site faisait partie anciennement du domaine des Chaussées, conquis sur la mer aux environs du XIIe siècle. Celui-ci fut divisé en trois exploitations en 1850. Le site, propriété de la Fédération départementale des chasseurs, a d'abord été une réserve de chasse puis a été classé comme réserve naturelle volontaire en 1991 avant de devenir une réserve naturelle régionale en 2012.

## Écologie (biodiversité, intérêt écopaysager…)
Entretenu par la fauche et le pâturage bovin, le site correspond à un marais sub-saumâtre proche des milieux de prés salés. Il sert de zone d'hivernage, de halte migratoire et de reproduction pour l'avifaune.

### Flore
La flore du site compte 137 espèces de plantes à fleurs dont la Renoncule à feuilles d'ophioglosse, l'Étoile d'eau, l'Iris batard, la Cardamine à petites fleurs, le Cornifle submergé et le Trèfle de Michéli.

### Faune
Parmi les 142 espèces d'oiseaux fréquentant le site, on trouve l'Oie cendrée, le Canard siffleur, la Sarcelle d'hiver, le Pluvier doré, la Barge à queue noire, la Guifette noire, le Chevalier gambette, l'Échasse blanche…
Les amphibiens sont représentés par la Grenouille agile, la Rainette arboricole, le Pélodyte ponctué.
La Loutre d'Europe fréquente le site.

## Administration, plan de gestion, règlement
La réserve naturelle est gérée par la Fédération départementale des chasseurs de Vendée. Le plan de gestion concerne la période 2013-2018.

### Outils et statut juridique
La réserve naturelle a été classée par une délibération du Conseil régional du 19 novembre 2012. Ce classement est valable pour une durée de 6 ans renouvelable.